# Rio San Joaquin
O rio San Joaquin (em inglês:  San Joaquin River), com 530 km de extensão, é o segundo mais longo rio da Califórnia, Estados Unidos. A vazão média do rio no Reservatório Millerton é de cerca de 2,2 milhões de km³ por ano..